# Артем (холдинговая компания)
Государственная акционерная холдинговая компания «Артём» (сокр. ГАХК «Артём») — украинский производитель авиационных управляемых ракет класса «воздух-воздух», автоматизированных комплексов для подготовки и технического обслуживания авиационных управляемых средств поражения, противотанковых управляемых ракет, а также приборов и оборудования для авиационных летательных аппаратов.

## История
- 1892 — В Киеве основан завод, принадлежавший частному предпринимателю — акционеру Колб-Селецкому.
- 1896 — Завод передан в аренду инженеру Ольшанскому, создавшему акционерное общество «Днепровский машиностроительный завод».
- 1898 — На базе завода создано трастовое общество во главе с инженером Венглинским.
- 1901—1917 — Заводом владело общество, которое возглавлял предприниматель Млошевский. В начале Первой мировой войны завод начал выполнять военные заказы.
- 1919 — Возрождение и национализация завода.

### После 1920 года
- 1922 г. Киевскому машиностроительному заводу присвоено имя большевика-революционера  Ф. А. Сергеева (Артём).
- 1934 КМЗ им. Артёма приобретает республиканское значение.
- 1938 КМЗ им. Артёма приобретает союзное значение.
- 1940 Государственный союзный завод им. Артёма переходит под ведение Наркомата авиационной промышленности СССР.
- 1941 Эвакуация в г. Куйбышев. Начало выпуска продукции для фронта.
- 1943 Возрождение завода и начало выпуска авиационной техники на главной территории в г. Киеве. С этого времени до 1 августа 1974 года. директором был Василий Власов.

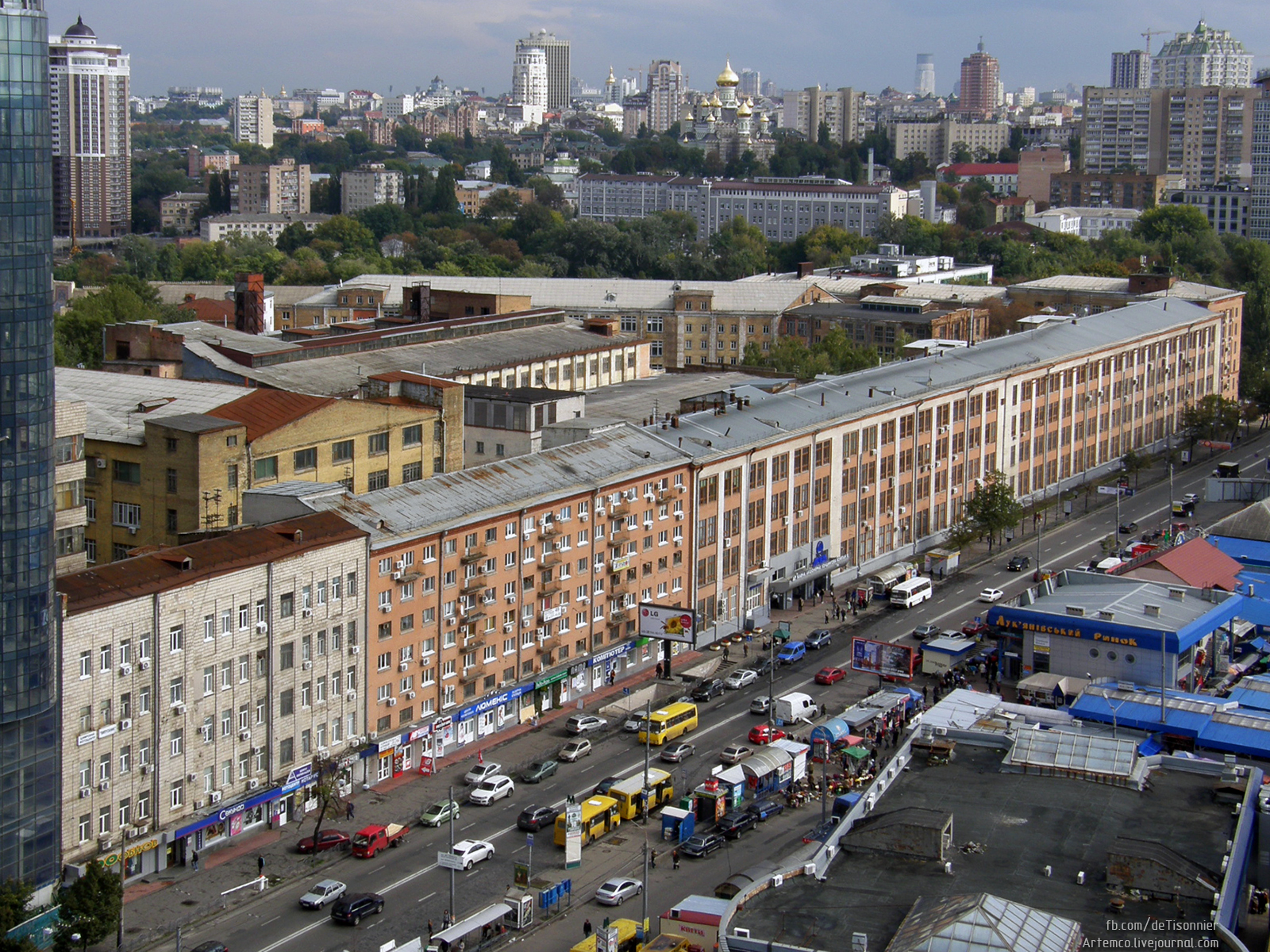
Завод «Артём».

- 1947 Достижение довоенного уровня объёмов производства.
- 1950 г. Начало коренной реконструкции и увеличения производственных мощностей, строительство социальной сферы.
- 1958 Начало производства управляемых авиационных ракет класса «воздух-воздух». В эти годы известен под шифрованным названием «Почтовый ящик № 485».
- 1965 Начало строительства филиала в г. Вишневое.
- 1969 Начало строительства филиала в г. Красилов, Хмельницкой области.
- 1972 Награждение коллектива КМЗ им. Артема орденом Трудового Красного Знамени, а большой группы рабочих и инженерно-технических работников правительственными наградами за успешное освоение новой техники.
- 1975 Создание Киевского производственного объединения им. Артёма.
- 1977 Создание филиалов объединения в г. Сновск, Черниговской области и в г. Малин, Житомирской области.
- 1983 Начало производства авиационных управляемых ракет серии Р-27.

### После 1991 года
- 1992 Празднование 100-летнего юбилея КВО им. Артема.
- 1995 Награждение КВО им. Артема почетным знаком Международной академии бизнеса и управления (Алабама, США) «Факел Бирмингема» за успехи в условиях экономического выживания при неблагоприятной ситуации.
- 1996 Создание Государственной акционерной холдинговой компании «Артем» на базе КВО им. Артема.
- 2002 Награждение компании почетной грамотой Кабинета Министров Украины.
- 2004 Начало производства противотанковых управляемых ракет и подъемников-платформ для транспортировки людей с ограниченными физическими возможностями
- 2006 Система менеджмента качества Компании сертифицирована на соответствие международным стандартам ISO-9001:2000, аэрокосмическим и военным стандартам EN/AS-9100, AQAP-2110.
- 2009 Начало производства современного медицинского оборудования – изделие «Стерилизатор паровой ГК-100»
- 2012 120 лет со дня основания компании

### После 2014 года
В 2014 году начато серийного производства нового комбинированного устройства «Адрос» КУВ 26-50
В ноябре 2017 года на заводе начался монтаж и отладка линии производства корпусов ракет для ракетного комплекса «Ольха». Была установлена раскаточная машина RFFM 330-138-300 с ЧПУ турецкой фирмы Repkon. Эта машина специально предназначена для производства высокоточных деталей цилиндрической полой формы. Машина имеет возможность формировать ротационно-симметричные полые детали с разной толщиной стенок.
Также предприятие приступило к производству корпусов для 152-мм артиллерийских снарядов после модернизации и обновления прессового оборудования. 9 августа 2018 года была торжественно открыта первая очередь по производству 152 мм снарядов для артиллерийской системы «Гиацинт» (2С5 и 2А36). Раньше, 152-мм снаряды, разработанные ГАХК «Артем» в кооперации с другими предприятиями, успешно прошли ряд испытаний на военных полигонах.
Открытие этой линии является первым этапом в целевой программе, утвержденной Президентом Украины. На последующих этапах полученный опыт и отработанные технологические и производственные процессы позволят в кратчайшие сроки перейти к производству снарядов и для других артиллерийских систем. Речь идет о выпуске снарядов для всех артиллерийских систем начиная от 100-мм, до натовского калибра в 155-мм, что полностью перекрывает все потребности украинской армии, как имеющиеся, так и перспективные.
Боевое снаряжение изготовленных корпусов снарядов происходит на других предприятиях концерна «Укроборонпром».
По состоянию на август 2018 года на предприятии есть мощности выпускать до 18 тысяч снарядов в год. Кроме того, в ГАХК «Артем» предусмотрено значительное расширение производственных мощностей, что позволяет увеличить выпуск снарядов до 360 тысяч в год.
В сентябре 2018 года стало известно, что предприятие работает совместно с Шосткинским казенным заводом «Импульс», на котором заканчивается испытание артиллерийского взрывателя В-429, после чего будет налажено его серийное производство.
В планах – наладить серийное производство 155-мм активно-реактивных боеприпасов (HE ER BT), которые будут проходить огневые испытания вместе с САУ «Богдана» и массовый боеприпас M107 (имеющий оптимальное соотношение цена-качество).
Также в 2018 году было налажено производство неуправляемых сверхзвуковых реактивных 80-мм снарядов РС-80 «Оскол». По состоянию на сентябрь они прошли различные испытания, пуски с наземных и воздушных платформ (вертолетов, самолетов).
15 июля 2020 стало известно, что государственная акционерная холдинговая компания (ГАХК) «Артем» выиграла арбитражный процесс у американской компании, которая не выполнила контракт на изготовление и поставку линии для серийного производства корпусов крупнокалиберных снарядов.
В начале марта 2021 г. стало известно, что Государственная акционерная холдинговая компания «Артем» готовится к производству 155 мм боеприпасов, которые используют страны НАТО. Также вскоре предприятие начнет ремонтировать и модернизировать авиационные управляемые ракеты Р-73 класса «воздух-воздух».
В начале июня 2021 Укрооборонпром и ГАХК «Артем» заключили Соглашение с канадскими компаниями, которое предусматривает производство стрелкового оружия и боеприпасов к нему на новом патронном заводе. Компании, выступившие партнерами со стороны Канады — Gl Munitions Inc. и Waterbury-Farrel.

### После 2022 года
После российского нападения на Украину основная часть производственных мощностей из Киева была перенесена в другие места, а в основном здании осталась работать небольшая часть персонала. После российского вторжения завод неоднократно подвергался обстрелам. Так 29 декабря 2023 года в результате российского ракетного удара одна крылатая ракета попала в завод, несколько крылатых ракет попали в завод в ходе обстрела Украины 8 июля 2024 года.

## Руководство
По состоянию на 2021 год президент компании – председатель правления: Владимир Сергеевич Зимин.